# 冠齒獸
冠齒獸屬（学名：Coryphodon）是已滅絕的一屬哺乳動物。化石见于北美的上古新统和下始新统（约5700万年前至4600万能年前）、欧洲和亚洲东部的下始新统。代表着古老的全齿类，是一群笨重的动物，大约像现在獏一样大。
冠齒獸肩高約1米，長2.25米，是第一類吃草的大型哺乳動物。冠齒獸像河馬般是半水中生活的，但卻與現今的河馬或其他動物沒有關係。冠齒獸可能是生活在沼澤的。牠們廣泛分佈於5900-5100萬年前的北美洲。牠們被認為是始新世中期蒙古後冠齒獸的祖先。
冠齒獸，尤其是雄性，有短的尖牙來叉起沼澤的植物。牠們的上肢長而下肢短，故行動緩慢。冠齒獸是所有哺乳動物中腦部與體型的比例最小的，估計牠們的腦部只有90克重，而身體則重500公斤。

## 下属物种
本属包括以下物种：
- 始冠齿兽 Coryphodon eocaenus (Owen, 1846)
- Coryphodon flerowi Chow, 1957
- Coryphodon gosseleti Malaquin, 1899
- 叶冠齿兽 Coryphodon lobatus Cope, 1877
- 欧氏冠齿兽 Coryphodon oweni Hebert, 1856
- Coryphodon pisuqti Dawson, 2012
- 原冠齿兽 Coryphodon proterus Simons, 1960
- Coryphodon ryani Morgan et al., 1995
- Coryphodon singularis Osborn, 1898

归入本属的物种：
- Loxolophodon furcatus Cope, 1872
- Loxolophodon speirianum Osborn, 1881